# Irisblende

Irisblende des Olympus Zuiko 1:1,8/50 mm (OM-System) in ganzen Schritten (1,8 - 2,8 - 4 - 5,6 - 8 - 11 - 16)

Irisblende bezeichnet in der angewandten Optik eine Blende mit variabler Öffnungsweite, deren Öffnung sich bei feststehendem Mittelpunkt so verändern lässt, dass sie ungefähr kreisförmig bleibt. Ihre Funktion entspricht der Iris des menschlichen Auges, die technische Konstruktion der eines Zentralverschlusses.
Auf manchen anderen Gebieten, beispielsweise bei Linearbeschleunigern für Elektronen, werden auch feste kreisrunde Lochblenden als Irisblende bezeichnet.

## Funktionsweise

Animierte Darstellung einer Irisblende mit neun verstellbaren Lamellen.

Irisblende, unterschiedlich weit geöffnet

Die Irisblende besteht aus mehreren Lamellen, die über eine Mechanik gemeinsam nach innen oder außen gedreht werden können. Jede Lamelle ist auf einer Achse gelagert. Alle Lamellen sind mit einem Ring über jeweils eine weitere Achse verbunden, damit sie sich gemeinsam bewegen. Je mehr Lamellen eingesetzt werden, desto besser kann die Öffnung bei der Verstellung an die Kreisform angenähert werden. Eine möglichst kreisförmige Öffnung ist bedeutend, wenn in der Fotografie mit Unschärfe gestaltet wird, da die Blendenform des eingesetzten Objektivs die Schärfentiefe und somit das Bokeh beeinflusst. Punkte außerhalb des Schärfebereiches ergeben auf dem Bild eine Fläche, die der Form der Blendenöffnung ähnlich ist, also zum Beispiel ein Sechseck, wenn die Irisblende sechseckig ist.

## Anwendung
Irisblenden können je nach Bauart per Hand oder mit Motorantrieb geöffnet und geschlossen werden. Sie werden in optischen Systemen üblicherweise in der unmittelbaren Nähe einer Hauptebene angebracht, um die wirksame Öffnungsweite eines optischen Elements zu begrenzen und damit die Helligkeit der Abbildung zu steuern.
Die Eigenschaften und der Zweck einer Irisblende sind denen der Iris im Auge von Menschen und Tieren sehr ähnlich. 
Digitale Kompaktkameras besitzen häufig keine Irisblende, sondern einen einschwenkbaren Neutraldichtefilter oder eine einfache Schnappblende. Ein Filter beeinflusst, anders als eine Blende, nicht den Schärfebereich. 

## Geschichte
Im 19. Jahrhundert waren zur Abblendung von fotografischen Objektiven gelochte Metallscheiben üblich, die durch einen seitlichen Spalt zwischen die Linsensätze geschoben wurden. In einem Vortrag mit dem Titel „Die Sichelblende“ vor der Wiener Photographischen Gesellschaft am 18. Januar 1887 schlug Max Jaffé vor, die Lamellen sichelförmig zu gestalten und nicht um feste, sondern gleitend gelagerte Achspunkte zu drehen. Dies spart Bauraum und ermöglicht Blenden, die der Kreisform besser angepasst sind. Ferner konnten durch diese Vorschläge die damaligen Ausführungen verbessert werden, wie zum Beispiel die der Firma Anzoux & Français in Paris, die zuvor nur sehr große Minimalaperturen und keine Abschätzung des Lochdurchmessers von außen zuließen.
Besonders während der Stummfilmära wurden Irisblenden beim Film eingesetzt: Sie verkleinerten häufig den sichtbaren Bildausschnitt, um auf ein bestimmtes Detail im Bild hinzuweisen.